# Alan F. Horn
Alan Frederick Horn (Nueva York, 28 de febrero de 1943) es un ejecutivo de la industria del entretenimiento estadounidense. Es el director creativo y copresidente de Walt Disney Studios. Horn ha sido presidente de Walt Disney Studios desde 2012.

## Vida personal
Horn fue criado en Long Island, Nueva York, en Riverhead. Se graduó de Union College en Schenectady, Nueva York, en 1964. En 1971, recibió un MBA de Escuela de Negocios Harvard. Era capitán de la Fuerza Aérea de los Estados Unidos.
Horn actualmente vive en la sección East Gate Bel Air de Los Ángeles, California, con su esposa, Cindy Horn (née Harrell), una exmodelo. Tienen dos hijas, la actriz Cody Horn y Cassidy Horn.

## Carrera
Horn ocupó diversos cargos en 20th Century Fox y en las productoras de televisión de Norman Lear, Tandem Productions y Embassy Communications. También fue uno de los fundadores de Castle Rock Entertainment, ahora una subsidiaria de Warner. Allí, supervisó películas como A Few Good Men, The Green Mile, When Harry Met Sally y la serie de televisión Seinfeld.
Horn se convirtió en presidente y director de operaciones de Warner Bros. en 1999, donde dirigió el estudio en asociación con el presidente y CEO Barry Meyer durante 12 años. Bajo el liderazgo de Horn, Warner Bros. tuvo muchos éxitos, incluida la serie de Harry Potter y la trilogía The Dark Knight de Christopher Nolan. También fue el productor ejecutivo de The Hobbit: An Unexpected Journey. A los 68 años, Horn se vio obligado a retirarse como presidente y director de operaciones de Warner Bros., a instancias del presidente y director ejecutivo de Time Warner, Jeffrey Bewkes, que quería preparar talentos más jóvenes para que asumieran el cargo en el estudio, y Meyer renunció a su papel como CEO del estudio. en marzo de 2013, Kevin Tsujihara lo sucederá.
En 2012, a instancias del presidente y director ejecutivo de The Walt Disney Company, Bob Iger, Horn fue retirado de la jubilación para convertirse en presidente de Walt Disney Studios, en reemplazo de Rich Ross, quien fue despedido después de conflictos con los ejecutivos de Pixar. Horn estableció una exitosa relación de trabajo con Pixar, Marvel Studios, Lucasfilm y 20th Century Fox, que operaba con gran autonomía bajo la propiedad general de Disney, mientras que también supervisaba los fuertes lanzamientos de taquilla de Walt Disney Pictures y Walt Disney Animation Studios.
En 2017, dijo sobre su éxito profesional en el pasado:

Tengo esta... teoría de que quien está trabajando en un trabajo merece quedarse... a menos que demuestren que no merecen estar en el trabajo.
Alan Horn

En 2018, después de una campaña en Twitter creada por la personalidad de extrema derecha Mike Cernovich, Horn despidió a James Gunn de dirigir Guardians of the Galaxy Vol. 3 de Marvel Studios sobre viejos tuits ofensivos y "publicaciones políticas vocales", que causaron reacciones violentas de los fanáticos y los actores de la franquicia, especialmente Dave Bautista. Sin un plan de cómo llenar la vacante, la producción de la película se retrasó hasta febrero de 2021. Horn se reunió con Gunn varias veces después de su despido y, como se anunció en marzo de 2019, lo volvió a contratar.
El 1 de mayo de 2019, Alan Horn recibió el título adicional de director creativo (CCO) de Walt Disney Studios. Él continúa supervisando el estudio como copresidente, junto a Alan Bergman.